# 趙駢
赵骈（?—?），一作赵巽，战国初年周威公时代的大臣。
晋出公的因为昏乱，逃到西周国。西周威公问晋国太史屠黍天下的国家哪个先亡。屠黍依次回答晋国、中山国、西周国。西周威公于是礼遇重用義蒔和田邑，以史驎、趙駢为谏臣，除去苛令三十九条。屠黍认为这只能保持西周威公这一世平安。他认为国家兴盛，上天降下贤臣和直谏之人，国家将亡，上天降下乱臣和谄佞之人。西周威公去世后，九个月不得安葬，他的儿子公子根在赵国、韩国的支持下，占据巩，另建东周国。周王室所在的洛邑也属于东周国。从此周王室没有直辖领土，王畿被西周国和东周国二周瓜分殆尽。